# اولدریخ کایزر
اولدریخ کایزر (انگلیسی: Oldřich Kaiser؛ زادهٔ ۱۶ مهٔ ۱۹۵۵) بازیگر اهل جمهوری چک است.
از فیلم‌ها یا برنامه‌های تلویزیونی که وی در آن نقش داشته‌است، می‌توان به سه برادر، آفتاب، علف، تن‌کامگی، نی‌نواز هاملین و یک بیمار برجسته اشاره کرد.